# Jordie Bellaire
Jordie Bellaire é uma colorista de histórias em quadrinhos americanas. Ao lado do desenhista Nate Bellegarde, ilustra a série Nowhere Men, escrita por Eric Stephenson. Foi vencedora do Eisner Award de "Melhor Colorização" em 2014 e 2016. Em 2014, Nowhere Men foi ainda indicada à categoria de "Melhor Série" e a parceira de Bellaire com Sean Murphy para as capas da minissérie The Wake rendeu a ambos uma indicação conjunta à categoria "Melhor Artista de Capa". Além de Nowhere Men, contribuiu com a colorização das séries The Manhattan Projects, Pretty Deadly, The Massive, Tom Strong; X-Files Season 10, Captain Marvel, Journey into Mystery e Quantum and Woody, além das premiadas The Vision e Batman. Em 2017, lançou Redlands, seu primeiro trabalho como escritora de uma série regular.